# 川村イタキシロマ
川村イタキシロマ（かわむらイタキシロマ、? - 1943年）は、アイヌの首長。民族活動家で、川村カ子トアイヌ記念館の創設者である。

## 概要
生年不詳。美幌より旭川近郊・忠別川のコタンに移り住んだアイヌの一族の7代目である。アイヌ名・イタキシロマは、アイヌ語で「言葉に重みがある＝嘘をつかない」の意。
後に、コタンの指導者であるコタンコㇿクㇽ（村おさ）となり、1876年（明治9年）に石狩川の河畔に住むことから「川村」の日本苗字を名乗る。妻はアベナンカ（タネモンコロ）。1887年（明治20年）に、開拓使による強制移住により、旭川西方の近文コタンに移り住む。息子に、川村カ子トがいる。カ子トは日本国有鉄道の測量技手として活躍した。
1916年（大正5年）、アイヌ民族資料を集めた場所を設け一般市民に公開。これが「川村カ子トアイヌ記念館」の前身となったアイヌ博物館である。
1931年（昭和6年）頃、『人類学雑誌』に「キケウシパスイについて」という談話を残している。
1943年（昭和18年）に死去した。